# Lökskalning (animering)

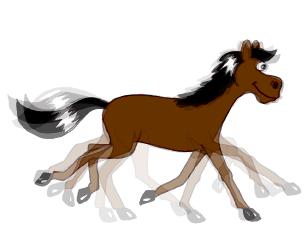
Lökskal av ruta 7 av denna animation, med de tre föregående bildrutorna delvis synliga.

Lökskalning (engelska: onion skinning) är en teknik inom datorgrafik. Den används för att producera animerad film och redigera filmer genom att man samtidigt ser flera bildrutor. På så sätt kan animatören eller redigeraren fatta beslut om hur man kan skapa eller förändra en bild utifrån den föregående bilden i en bildsekvens.
Inom traditionell tecknad film producerades de enskilda bildrutorna ursprungligen på tunt och halvgenomskinligt papper över en ljuskälla. Papperet, som liknade smörgåspapper och fungerade som ett kalkerpapper, benämndes på grund av utseendet onion skin ('lökskal'). Mellantecknare och andra medarbetare lade då de tidsmässigt sammankopplade teckningarna på varandra, så att de lättare skulle kunnat teckna den nödvändiga mellanliggande mellanteckningen.
Inom datorprogram för animation uppnås motsvarande effekt genom att man gör de olika rutorna genomskinliga, samtidigt som man projicerar dem över varandra.
Lökskalningseffekten kan också användas för att skapa rörelseoskärpa. Detta har bland annat använts i Matrix-filmerna, i samband med att rollfigurerna duckar för avlossade kulor.